# Antinómia
Az antinómia (görög jelentése: ellentmondás a törvényben) egy filozófiai fogalom, de emellett – hasonló értelemben – használatos a matematikában is, ahol az ellentmondás, a halmazelméleti antinómia és a paradoxon fogalmával kapcsolatos. A matematikában az antinómia, mint ellentmondás annak a teljesülését jelenti egy axiómarendszeren belül, hogy mind egy állítás, mind pedig annak a tagadása is egyszerre igaz [ennek fennállása esetén az adott axiómarendszer matematikai értelemben használhatatlan, viszont az axiómarendszerek antinómia-mentességének bizonyítása elvi nehézségekbe ütközik (Gödel-tétel)]. A halmazelméleti antinómia (halmazelméleti ellentmondás) a 19. század végén kialakított un. naiv halmazelméletben fellépő ellentmondás. Ilyen például az összes rendszámok halmazára vonatkozó Burali–Forti-féle antinómia és a Russell-paradoxon. A halmazelméleti antinómiák kiküszöbölése a halmazelmélet axiomatizálásával történt meg. A paradoxon végül olyan érvelés, amely ellentmondó, vagy a tényekkel összeegyeztethetetlen eredményekhez vezet.
Antinómiának nevezzük a bizonyított tételek közötti látszólagos ellentmondást, vagy pedig a látszólag bizonyított tételek közötti valóságos ellentmondást (ti. feloldhatatlan ellentéteket). A szó a paradoxon kifejezéssel rokon értelmű. 
Az ellentmondás látszatának lehetnek objektív alapjai, amennyiben analógiák által megismerhető tárgyakról van szó. Habár az ellentmondás feloldása lehetővé teszi annak felismerését, hogy nem formális ellentmondásról van szó, azt már mégsem engedi felismerni, hogy magánvalóságuk alapján a tárgyak hogyan viszonyulnak egymáshoz. Így Isten szabadságának és változatlanságának fogalma nem zárják ki szükségszerűen egymást, viszont ez a nélkül igaz, hogy együttes fennállásuknak a lehetősége pozitív módon beláthatóvá válhatna.

## Kant meglátása
Immanuel Kant úgy vélte, hogy az emberi értelem szükségszerűen ellentmondásba kerül, amennyiben a feltétlen egység alapelvét a jelenségek világára kívánja alkalmazni. Az ennek eredményeként kapott paradoxonok és ezek okainak vizsgálata Kant megfogalmazásában az antitetika, a paradoxon pedig az antinómia. E mellett Kant nem akarta tagadni a lélek halhatatlanságát vagy Isten létezését, de – szerinte – ha az eszméket transzcendens dolgoknak gondoljuk el, akkor abból paralogizmus (téves következtetések) és antinómiák (feloldhatatlan ellentétek) következnek. Az antinómiákkal Kant a tradicionális metafizika abszurditását kívánta alátámasztani.
A négy antinómia ezek szerint:
1. A világ lehet akár térben-időben véges, de feltételezhető ennek ellentéte is.
2. Minden összetett test egyszerű kiterjedt testekből áll, de számba vehető az is, hogy nem létezik egyszerű test, mert akkor nem lenne elképzelhető a kiterjedés.
3. A világon semmi sem történik szabadon, de ennek ellentéte is sejthető, vagyis hogy a szükséges okságon kívül van még szabad okság is.
4. A világon léteznek szükségszerű dolgok, de lehetséges az is, hogy nem.

Kant ezen antinómiák feloldásával kívánta transzcendentális filozófiájának helyességét: az első két – ún. matematikai – antinómia téves (mert állításaik a világ egészére vonatkoznak, ami viszont nem képzelhető el), a harmadiknál a szabadságot az észre, a szükségszerűséget pedig a jelenségekre kapcsolja, végül a negyediknél az ész eszménye a szükségszerű és a jelenségek világa az esetleges (ez utóbbi kettő volt az ún. dinamikai antinómia). A harmadik antinómia kérdését Kant A gyakorlati ész kritikájában, a negyedik kapcsán pedig Az ítélőerő kritikájában dolgozza ki a célszerűség transzcendentális fogalmát.
Az antinómiákhoz hasonló típusú jelenségek az emberi ész kettős természetében gyökereznek: egyfelől mint ész a léthez tartozó feltétlenre, mint olyanra irányul, másfelől pedig mint emberi ész, közvetlenül az érzéki dolgokra korlátozódik, így még ha ezen felül is emelkedik, a fizikai-testi tárgyakat modellként használja. Brugger szerint Kantnak igaza van, hogy a látható világ mint egész sosem lehet egyetlen tapasztalat tárgya, és egy kiterjedt test feldarabolása nem képzeletben nem vihető végbe, de abban már nem, hogy a jelenségekből puszta képzeteket csinál ahelyett, hogy a magánvaló dolgok reprezentációjaként fogná fel őket.

## Russell
Az antinómiákkal rövid ideig Russell is foglalkozott. Ekkor a filozófia fő feladatának bizonyos aritmetikai antinómiák, így többek között a folytonossági és a végtelenségi antinómia megoldását tekintette. Ezeket McTaggart hegeliánus idealizmusának szellemében igyekezett megkísérelni. Russel a tudományok dialektikájának sémája kidolgozásával próbálkozott, amely mind a matematikában, mind a fizikában, mind pedig az egyéb más tudományokban rejlő ellentmondásokat sorjában kidolgozva végül a monisztikus idealizmus metafizikájához vezetne el. Russel a matematika logicista értelmezésekor 1901 márciusában felfedezett egy paradoxont, amely aláásta korábbi eredményeit.
Az ún. Russel-paradoxon így hangzik:
„Bizonyos halmazok nem tagjai önmaguknak; ilyen például az összes teáskanál halmaza, amely maga nem teáskanál. Más halmazok viszont, mint például az összes nem-teáskanál halmaza, tagjaik önmaguknak, hiszen az összes nem-teáskanál halmaza sem teáskanál. Ha vesszük az összes olyan halmaz halmazát, amelyek nem tagjaik önmaguknak, akkor ahhoz a paradoxonhoz jutunk, hogy egy ilyen halmaz akkor és csak akkor tagja önmagának, ha nem tagja önmagának.”